# Acidaliastis mixta
Acidaliastis mixta là một loài bướm đêm trong họ Geometridae.